# Bruce Surtees
Bruce Mohr Powell Surtees (Los Angeles, 23 de julho de 1937 — Califórnia, 23 de fevereiro de 2012) foi um diretor de fotografia norte-americano.

## Carreira
Bruce Surtees fez as colaborações com Clint Eastwood de 1971 a 1985, o primeiro filme foi Ritual de Guerra (The Beguiled) (1971) e o último filme foi Justiceiro Solitário (Pale Rider) (1985).